# Vía Colectora Riobamba-T de Baños
La Vía Colectora Riobamba-T de Baños- (E490) es una vía secundaria  ubicada en las Provincia de Tungurahua y Chimborazo.  Esta colectora, de trazado norte-sur nace en la Transversal Central (30) en la localidad conocida como la T de Baños en la Provincia de Tungurahua (al oeste de la ciudad de Baños). La vía cruza el límite interprovincial Tungurahua/Chimborazo para llegar a la localidad e Penipe en la Provincia de Chimborazo.  Posterior a Penipe, la vía continua en dirección sur hasta finalizar su recorrido en la ciudad de Riobamba, también en la Provincia de Chimborazo.
- Datos: Q958977